# كارل ينسن (رسام)
كارل جنسن (بالدنماركية: Karl Jensen)‏ هو رسام دنماركي، ولد في 22 نوفمبر 1851 في هولستيبرو في الدنمارك، وتوفي في 23 مايو 1933 في Nyhuse ‏ في الدنمارك.